# Hemiodus ternetzi
Hemiodus ternetzi är en fiskart som beskrevs av Myers 1927. Hemiodus ternetzi ingår i släktet Hemiodus och familjen Hemiodontidae. Inga underarter finns listade i Catalogue of Life.